# Unitatea imaginară
Unitatea imaginară, notată de obicei cu i, este un număr al cărui pătrat este {\displaystyle -1}, adică astfel încât {\displaystyle i^{2}=-1}.
Cum nu există numere reale care ridicate la pătrat să fie numere negative, acest număr a fost numit imaginar de Rene Descartes, iar de aici rezultă notația i, dată de Euler.
Existența unității imaginare este baza construcției numerelor complexe.

## Definiție
Unitatea imaginară i este definită ca fiind o soluție a ecuației:
{\displaystyle x^{2}+1=0\ }
Dată fiind această soluție, singura cealaltă soluție a ecuație este -i. Nu contează care soluție este notată i și care soluție este notată -i, ambele soluții fiind imposibil de distins a priori.

## Notații alternative
Unitatea imaginară este uneori scrisă ca {\displaystyle {\sqrt {-1}}}. Însă, această expresie este de evitat pentru că nu este riguroasă — rădăcina pătrată fiind definită numai pentru numere reale pozitive — și conduce la niște erori. Spre exemplu, următorul calcul este incorect: 
{\displaystyle -1=i\cdot i=\underbrace {{\sqrt {-1}}\cdot {\sqrt {-1}}} _{\text{expresie nedefinită}}={\sqrt {(-1)\cdot (-1)}}={\sqrt {1}}=1}    (incorect)
În fizică, mai ales în ingineria electronică, se mai folosește simbolul j, pentru a evita o confuzie cu intensitatea curentului electric. Această notație se folosește și în niște limbaje de programare, precum Python:
```
>>> 
x
 
=
 
1
 
+
 
1
j

>>> 
type
(
x
)

<class 'complex'>

```

## Proprietăți
- Modulul lui i este 1: {\displaystyle |i|=1}
- Argumentul principal a lui i este {\displaystyle \pi /2}: {\displaystyle \mathrm {Arg} (i)=\pi /2}
- Coordonatele carteziene ale lui i în planul complex sunt {\displaystyle (0,1)}, iar coordonatele polare sale sunt {\displaystyle (1,\pi /2)}.
- O reprezentare exponențială a lui i este {\displaystyle i=e^{i\,\pi /2}}.
- Inversul lui i este propriul său opus: {\displaystyle 1/i=-i}
- Conjugatul lui i este propriul său opus: {\displaystyle {\bar {i}}=-i}
- Numărul i este o rădăcină de ordin patru a unității, iar puterile întregi sale se repetă periodic:

{\displaystyle i^{0}=1,\;i^{1}=i,\;i^{2}=-1,\;i^{3}=-i,\;i^{4}=1,\;i^{5}=i,\;\dots }